# Юй Цюли
Юй Цюли́ (кит. упр. 余秋里, пиньинь Yu Qiuli; 15 ноября 1914 — 3 февраля 1999) — китайский военачальник и государственный деятель, заместитель премьера Госсовета КНР (1975—1980), председатель Госплана КНР (1970—1980). Генерал-лейтенант (1955).

## Биография

### Военная карьера
Родился в уезде Цзиань провинции Цзянси в ханьской крестьянской семье.
Уже в 14 лет принял участие в крестьянском восстании. В 1931 году присоединился к КПК и НОАК. В 1933 году назначен членом Комитета инспекции рабочих и крестьян при советском правительстве провинции Хунань, учился в Четвёртом отделении Университета Красной Армии и был вторым инструктором Четвёртого отделения Школы китайских рабочих и крестьян Красной армии. В 1934 году служил политическим комиссаром 6-го полка 6-го армейского корпуса.
Участник Великого похода китайских коммунистов (1934—1935). В 1936 году потерял левую руку. В ноябре 1936 года поступил в Антияпонский военно-политический университет.
На протяжении Японо-китайской войны (1937—1945) служил командиром в 8-й армии НОАК. В 1944 году занимал должность директора политического департамента 358-й бригады. В октябре 1945 года был назначен политическим комиссаром 358-й бригады и возглавил военные операции в Шэньси. В 1947 году участвовал в битве при Юйлине, битве при Шаджиадиане, битве при Кикоу и битве при Хуаньлуне. В 1948 году инициировал кампанию «Жалобы и ошибки», получившую распространение во всей армии НОАК. В 1949 году служил политическим комиссаром 1-й армии 1-й полевой армии НОАК. Затем занимал должность заместителя председателя Военно-политического комитета провинции Цинхай и заместителя политического комиссара района Цинхай.
Через год после провозглашения Китайской Народной Республики в 1950 году был переведён на юго-запад, в качестве члена Постоянной комиссии ЦК КПК и заместителя политического комиссара Юго-Западного военно-политического университета. С 1951 году был назначен главным политическим комиссаром Второй старшей пехотной школы, а также начальником отдела материально-технического обеспечения и политическим комиссаром Юго-Западного военного округа. В декабре 1954 года был переведён на должность первого заместителя начальника, а затем стал начальником финансового управления НОАК.
С введением воинских званий в НОАК получил звание генерал-лейтенанта (27 сентября 1955 года).
В мае 1957 года назначен начальником Главного управления тыла НОАК.

### Организатор промышленности
В 1958 году вышел в отставку с военной службы в звании генерал-лейтенанта.
В 1958—1964 годы — министр нефтепромышленности КНР. Считается создателем современной нефтяной промышленности Китая, в частности, под его руководством заболоченная местность в районе Дацина была превращена в крупнейший центр нефтедобычи, а само освоение месторождения вошло в историю развития коммунистического Китая как синоним пролетарского героизма, а в 1964 году Китай объявил о выходе на самообеспеченность во добычи нефти.
В 1964—1970 годы — первый заместитель председателя Госплана КНР, в 1965 году по указанию Мао стал главным разработчиком программы третьей пятилетки, ему было поручено переместить основные отрасли промышленности в отдаленные районы юго-западной части Китая.
Во время «Культурной революции» подвергался критике, однако не приведшей к каким-либо заметным последствиям.
В 1970 году назначен председателем Госплана КНР, в 1975 году стал заместителем премьера Госсовета КНР, в 1979 году введён в Государственный комитет по финансово-экономическому развитию.

### Завершающий этап карьеры
Принадлежал к так называемой «нефтяной фракции» — группе высокопоставленных чиновников, которые выступали за использование прибыли от экспорта нефти для финансирования высокотехнологичного импорта с Запада. Группа придерживалась консервативных экономических взглядов, отдавая предпочтение централизованному планированию и господдержке тяжёлой промышленности — стратегии, противоречащей направлениям набирающего силу Дэн Сяопина. С утратой влияния представителей «нефтяной фракции» снижался и статус Юй Цюли.
В 1980 году переведён с поста председателя Госплана на менее значимую должность — председателя Государственного комитета энергетики, которую занимал до 1982 года, в том же 1982 году лишился поста заместителя председателя Госсовета, а в 1983 году и вовсе выведен из Госсовета; в 1981 году вышел из Государственного комитета по финансово-экономическому развитию, в 1982 году лишился поста секретаря ЦК КПК.
В 1982—1987 годы — начальник Главного политического департамента вооруженных сил НОАК и член Центрального военного совета КНР.
В 1985 году выведен из ЦК КПК, в котором состоял с 9-го созыва, притом в 11-м и 12-м созывах (1977—1985) входил в Политбюро, и введён в Постоянный комитет Центральной комиссии советников КПК, на этом посту провел работу по модернизации идеологии Вооруженных сил и её избавления о маоистского левого радикализма.
Депутат ВСНП 2-го и 3-го созывов (от провинции Сычуань), 5-го созыва (от провинции Цзянсу), 6-го созыва (от НОАК), член ПК ВСНП 6-го созыва. Заместитель председателя Всекитайского комитета Народного политического консультативного совета КНР.
С 1987 года на пенсии.